# Sycamores d'Indiana State
Les Sycamores d'Indiana State (en anglais : Indiana State Sycamores) sont un club omnisports universitaire de l'Indiana State University, basé à Terre Haute.
Les équipes des Sycamores participent aux compétitions universitaires organisées par la National Collegiate Athletic Association. Les Sycamores d'Indiana State font partie de la division Missouri Valley Conference.